# Sektionerad kontaktskena
En sektionerad kontaktskena tillför drivström till ett rälsfordon genom att endast de sektioner som befinner sig under tåget är spänningsförande. Skenan kan därför placeras i spåret på marken utan risk att en person, som befinner sig på spåret, kan utsättas för fara.
Den sektionerade kontaktskenan är en tredje räls mellan de två vanliga rälerna. De strömförande sektionerna är vanligen 8m långa och har 3m isolerad skena emellan sig, således är varje segment 11m. En sensor i spåret kopplar på strömmen endast när hela segmentet är täckt av ett tåg.
År 2008 användes tekniken bara för spårvagnar som går på gator. Enda leverantören 2008 var Alsthom.
Fördelen är att man slipper kontaktledningar som förfular stadsmiljön.